# Эрнандес, Рехино
Рехино Эрнандес Мартин (исп. Regino Hernández Martín; род. 25 июля 1991 года, Сеута, Испания) — испанский сноубордист, бронзовый призёр зимних Олимпийских игр 2018 года в сноуборд-кроссе.

## Спортивная карьера
Рехино Эрнандес начал заниматься сноубордом в возрасте четырех лет в Андорре. Родители Рехино владели магазином спортивной экипировки и поощряли его занятия спортом. В начале своей карьеры соревновался в хафпайпе, сноуборд-кроссе, биг-эйре, параллельных дисциплинах. Затем полностью перешёл в сноуборд-кросс.
Первый тренер — Израиль Планас.
25 ноября 2006 года Рехино Эрнандес дебютировал на международной арене на этапе Кубка Европы в австрийском Кицштайнхорне, заняв 77-е место в сноуборд-кроссе.
На этапах Кубка мира Рехино Эрнандес дебютировал 13 сентября 2008 года в Чапелько, Аргентина, заняв 28-е место в сноуборд-кроссе. Наивысшим успехом Рехино на этапах Кубка мира является 3-е место в сноуборд-кроссе, 15 марта 2014 года на этапе Кубка мира в испанской Ла-Молине.
Рехино Эрнандес 3 раза принимал участие в чемпионатах мира среди юниоров. В 2011 году в Вальмаленко Рехино выиграл золото в сноуборд-кроссе.
Рехино Эрнандес дебютировал на зимних Олимпийских играх в Ванкувере-2010, где стал 31-м, завершив выступления 1/8 финала. Через четыре года в Сочи-2014 достиг четвертьфинала, где завершил соревнования на итоговой 21-й позиции. 
В 2017 году Рехино Эрнандес выиграл серебро в командном сноуборд-кроссе на чемпионате мира в Сьерра-Неваде. Через несколько дней после победы от инсульта скончался личный тренер Рехино, Израиль Планас.
На Олимпийских играх в Пхёнчхане-2018 Рехино Эрнандес достиг финала и завоевал бронзовую медаль. Это была первая медаль Испании на зимних Олимпийских играх с 1992 года.

## Спортивные достижения
- Бронзовый призёр Олимпийских игр (2018);
- Серебряный призёр чемпионата мира по сноуборду в командном сноуборд-кроссе (2017);
- Чемпион мира среди юниоров (2011);
- Призёр этапа Кубка мира;
- Многократный чемпион и призёр чемпионатов Испании.

## Призовые места на этапах кубка мира

### 3-е место
- 15 марта 2014, Ла-Молина[англ.], Испания